# Couzeix
Couzeix is een gemeente in het Franse departement Haute-Vienne (regio Nouvelle-Aquitaine). De plaats maakt deel uit van het arrondissement Limoges. Couzeix telde op 1 januari 2022 10.011 inwoners.

## Geschiedenis
De plaats hing tijdens het ancien régime af van de Abdij Saint-Martial in Limoges. In 1631 vluchtten de karmelieten van Limoges naar het Kasteel van Mas-de-l'Age tijdens een pestuitbraak in de stad. Na de Franse Revolutie werd Couzeix een gemeente met ongeveer 900 inwoners.

## Geografie
De oppervlakte van Couzeix bedroeg op 1 januari 2022 30,69 vierkante kilometer; de bevolkingsdichtheid was toen 326,2 inwoners per km².
De gemeente ligt ten noordwesten van Limoges en sluit aan bij de stedelijke agglomeratie. De rivier Aurence vormt de grens met Limoges. Verder stromen de Champy en de Coyol door de gemeente. Het centrum van de gemeente ligt langs de autoweg D947 en verder telt de gemeente een twintigtal gehuchten.
De onderstaande kaart toont de ligging van Couzeix met de belangrijkste infrastructuur en aangrenzende gemeenten.

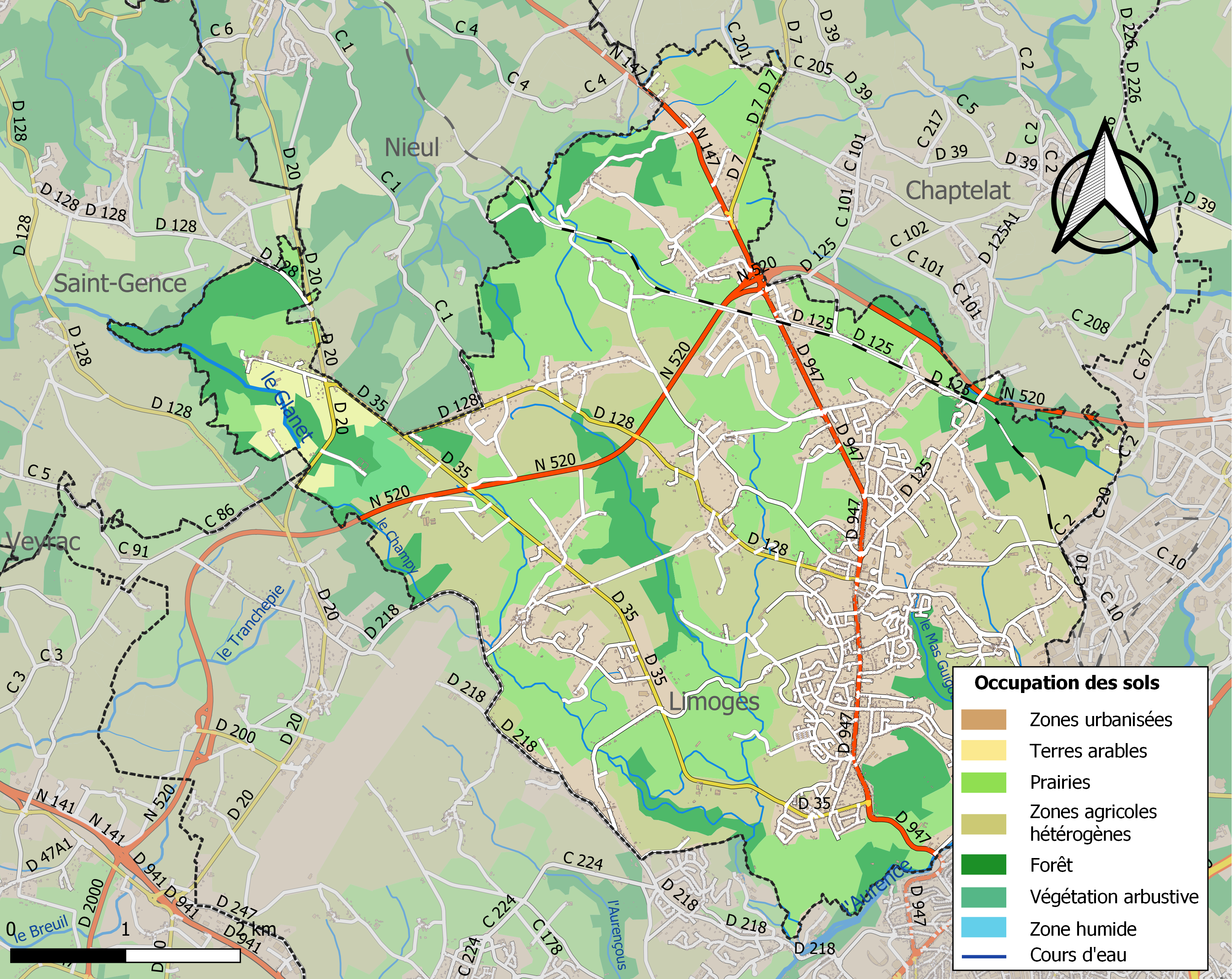

## Demografie
Onderstaande figuur toont het verloop van het inwonertal (bron: INSEE-tellingen).